# Hydrografi
Hydrografi är en gren av den fysiska geografin som studerar den fysiska karaktäristiken av vatten och angränsande landområden. I generell bemärkelse kan ordet avse all form av mätning och kartläggning av vattenområden, och då kan oceanografi och limnologi ses som undergrupper av denna. I mer specifik betydelse avses sjömätning, det vill säga sådan kartläggning och beskrivning av farbart vatten, som är en förutsättning för navigering till sjöss. Som vetenskap föddes hydrografin ur kartografin.
Storskalig hydrografi bedrivs av nationella och internationella organisationer, som utger sjökort och annat deskriptivt material för navigering. Den viktigaste internationella organisationen är International Hydrographic Organization. Till hydrografin hör även studiet av tidvatten, havsströmmar, vågor, havsdjup, samt katläggning av rev, klippor och fiskstim som kan påverka sjöfarten. Till skillnad från oceanografin behandlar hydrografin strand- och hamnområden, samt andra centrala platser för sjöfart, som var fyrar finns och andra vägmärken som underlättar navigering. En angränsande vetenskap är batymetrin, som kartlägger och beskriver havsdjupens topografi.